# Cheilochromis euchilus
Cheilochromis euchilus är en fiskart som först beskrevs av Trewavas, 1935.  Cheilochromis euchilus ingår i släktet Cheilochromis och familjen Cichlidae. IUCN kategoriserar arten globalt som livskraftig. Inga underarter finns listade i Catalogue of Life.